# Рос Макдоналд
Рос Макдоналд (на английски: Ross Macdonald) е псевдоним на американския писател Кенет Милър (на английски: Kenneth Millar), който е автор на бестселъри в жанра трилър.

## Биография и творчество
Кенет Милър е роден на 13 декември 1915 г. в Лос Гатос, Калифорния, САЩ. Жител е на Канада до 1941 г., след което става жител на САЩ. Израства в родината на родителите си в Китчънър, Канада. Учи в гимназия „Kitchener-Waterloo“в Онтарио. Когато баща му, който е моряк, неочаквано изоставя семейството си, той живее с майка си и при различни роднини, което оставя отпечатък в творчеството му. Завършва Университета на Западно Онтарио с бакалавърска степен и през 1938 г. университета на Торонто с магистърска степен. Преди дипломирането си заминава за кратко в Европа и посещава различни страни, включително нацистка Германия. През 1938 г., след връщането си от Европа, се жени за писателката Маргарет Елис Стърн (Маргарет Милър, 1915-1994), с която имат дъщеря Линда (1939-1970).
Милър започва своята писателска кариера с истории за жълти и хумористични списания в Мичиган. Докато работи за списанията, Кенет Милър, вдъхновен от успеха на съпругата си, също решава да пише, и първият му роман от малката серия „Чет Гордън“ излиза през 1944 г. Същата година той отива да служи във Военноморския флот на САЩ като офицер по комуникациите на ескорт в Тихия океан, където е до 1946 г. През 1946 г. издава втория си роман от серията „Чет Гордън“.
След армията Милър се връща в Мичиган и учи в Университета на Мичиган, където получава през 1951 г. докторска степен по литература и ключ „Фи Бета Капа“. След завършването си работи като преподавател в института.
Докато прави проучвания за дисертацията си Милър започва да пише своята известна серия трилъри „Лу Арчър“. Първата му поява на героя му е в разказа „Find the Woman“, а първият роман за него „Подвижна мишена“ излиза през 1949 г. Лу Арчър е корав, но хуманен частен детектив от южните части на Калифорния. Имащ силно усещане за това какво е правилно и погрешно, с непоносимост към корупцията и алчността, той е напуснал правоприлагащите органи и установява собствена справедливост и възмездие за жертвите на престъпления.
Кенет Милър пише под псевдонима Джон Макдоналд, за да се избегне със съпругата му, която постига своя успех с името Маргарет Милър. После опитва с Джон Рос Макдоналд, но с това се получава объркване с колегата му писател на трилъри – Джон Д. Макдоналд, пишещ под истинското си име. Накрая, от 1956 г., се установява на псевдонима Рос Макдоналд, с който е познат сред читателите.
Към средата на 50-те години Милър се установява в Санта Барбара, където изцяло се посвещава на творчеството си. Там почти всяка година пише и издава по един роман.
Той е един от наследниците на Дашиъл Хамет и Реймънд Чандлър. Неговите герои имат значителна психологическа дълбочина и мотивация на действията си. Сюжетите на писателя са сложни и объркани, с неочаквани развръзки. Писателят умело съчетава двете страни на жанра – криминалната и психологическата мистерии. В романите му успешно е представена американската история и душевност. Те често са свързани със семейни тайни, а изчезналите или своенравни синове и дъщери са общи за много от тях. В тях има много отражение от самия живот на Милър и проблемите на семейството с дъщеря им Линда.
Кенет Милър получава през наградата „Silver Dagger“ през 1964 г. и „Gold Dagger“ през 1965 г. от Асоциацията на британските писатели на криминални романи. Удостоен е с наградата „Grand Master“ на Асоциацията на писателите на криминални романи на Америка през 1973 г., а през 1981 г. с наградата „Eye“ за цялостен принос.
Романът „Подвижна мишена“ става през 1966 г. основа за филма „Харпър“ с участието на Пол Нюман като Лу Арчър.
През 1974 г. е направен ТВ филм „The Underground Man“ по романа на Милър с участието на Питър Грейвс.
През 1975 г. е филмиран романът „The Drowning Pool“ в едноименния филм отново с участието на Пол Нюман в ролята на главния герой.
През същата година е сниман и 6 серийния ТВ сериал „Арчър“, базиран на разкази на Кенет Милър, с участието на Брайън Кейт.
През 1986 г. е направена филмова адаптация на романа „Blue City“ с участието на Джъд Нелсън и Ашли Шийди.
През 1992 г. по романа „The Ferguson Affair“ е сниман ТВ филм „Criminal Behavior“ с участието на Фара Фосет и Джон Ханкок.
Кенет Милър умира от болестта на Алцхаймер на 11 юли 1983 г. в Санта Барбара, Калифорния, а след кремацията прахът му е разпръснат в океана.

## Произведения

### Серия „Чет Гордън“ (Chet Gordon) – като Кенет Милър
1. The Dark Tunnel (I Die Slowly), 1944
2. Trouble Follows Me (Night Train), 1946

### Серия „Лу Арчър“ (Lew Archer)
1. Подвижна мишена, The Moving Target, 1949
2. The Drowning Pool, 1950
3. The Way Some People Die, 1951
4. Усмивката на черепа, The Ivory Grin (Marked for Murder), 1952
5. Да намериш жертва, Find a Victim, 1954
6. Жестокият бряг, The Barbarous Coast, 1956
7. The Doomsters, 1958
8. The Galton Case, 1959
9. The Wycherly Woman, 1961
10. The Zebra-Striped Hearse, 1962
11. The Chill, 1964
12. Обратната страна на долара, The Far Side of the Dollar, 1965
13. Нечисти пари, Black Money, 1966
14. The Instant Enemy, 1968
15. Прощален поглед, The Goodbye Look, 1969
16. The Underground Man, 1971
17. Sleeping Beauty, 1973
18. Пулсираща вена, The Blue Hammer, 1976

### Самостоятелни романи
- Blue City, 1947 – като Кенет Милър
- The Three Roads, 1948 – като Кенет Милър
- Meet Me at the Morgue (Experience With Evil), 1954
- The Ferguson Affair, 1960

### Разкази с герой Лу Арчър
- Find the Woman, 1946
- Брадатата дама, The Bearded Lady, 1948
- The Imaginary Blonde, 1953
- The Guilty Ones, 1953
- The Beat-Up Sister, 1953
- Guilt-Edged Blonde, 1954
- Wild Goose Chase, 1954
- Midnight Blue, 1960
- The Sleeping Dog, 1965

### Сборници
- The Master's Choice Book 2, 1979
- Great Tales of Mystery and Suspense, 1981

### Книги за Рос Макдоналд
- Ross MacDonald, 1990 – от Бърнард Шопен
- Ross MacDonald: A Biography, 1999 – от Том Нолан